# 笹澤左保
笹澤左保(ささざわさほ)（1930年11月15日—2002年10月21日），本名笹澤勝，日本小說家，曾用筆名笹澤佐保。
作为改编成电视剧的时代小说《枯木纹次郎》原作者而闻名，除此之外还涉足推理小说、悬疑小说、恋爱论等随笔、历史书等多种体裁，寫作生涯中共出版接近380本著作。

## 来历
笹澤畢業於關東海院，於1952年任職於郵政省的東京地方簡易保險局。1952年，笹澤以《黑暗中的傳言》及《第九個的犧牲者》投稿參加寶石雜誌的徵文比賽，獲收錄結集出書。同年十月，笹澤發生車禍，於是他在病床休養的同時努力寫書，住院期間，他分別以《不被招待的客人》和《勳章》投稿參加第五屆江戶川亂步獎及寶石雜誌與週刊朝日共同舉辦的徵文比賽，自此獲得推理文壇的肯定。於1999年獲得日本推理文學大獎。

## 主要著作

### 现代推理

#### 其他
- 溶於雾中（霧に溶ける）1960年 / 新星出版社 2023年
- 求婚的密室（求婚の密室）1978年 / 浙江文艺出版社 出版预定